# Cost per action
Costo por acción (CPA), también conocido como pago por adquisición (PPA) y el coste por conversión, es un modelo de tarificación de publicidad en Internet donde el anunciante paga por cada acción específica (por ejemplo, una impresión, un clic o un formulario, solicitud, boletín de inscripción, registro, etc.) o venta.
Algunos anunciantes consideran el CPA como la forma óptima de comprar publicidad en Internet, ya que un anunciante sólo paga por el anuncio cuando se ha producido la acción deseada. Dicha acción a realizar es determinada por el anunciante previamente. Las emisoras de radio y televisión también ofrecen a veces inventario no vendido en base al costo por acción, pero esta forma de publicidad se conoce con mayor frecuencia como por consulta. Aunque es menos común, los medios impresos también se venden a veces en una base de CPA.
El "costo por acción" tiene que ver con el hecho de que muchas ofertas de CPA de los anunciantes son acerca de la adquisición de alguno de los productos o servicios que ofrece la empresa anunciante.  El CPA es un modelo publicitario que se suele utilizar muy a menudo  en el  marketing de afiliación.

## Tipos de publicidad de coste por acción

### Costo por Lead
Pago por Lead (PPL) es una forma de costee por adquisición, con la "adquisición" en este caso siendo el hecho de conseguir un contacto o cliente potencial. Es un modelo publicitario en el que se cobran tarifas basadas únicamente en la consecución de clientes potenciales.
El anunciante sólo paga por los contactos (leads) en virtud de los términos del acuerdo. No se efectúa el pago de los contactos que no cumplen los criterios acordados.
La información de cada cliente potencial  puede consistir en tan poco como una dirección de correo electrónico, o puede implicar un perfil detallado incluyendo varios puntos de contacto y las respuestas a preguntas de calificación.
Existen numerosos riesgos asociados con cualquier campaña pago por lead, incluyendo el potencial de actividad fraudulenta por parte de los que disponen del marketing de afiliación. Algunos síntomas fraudulentos son fáciles de detectar. No obstante, es aconsejable hacer una auditoría antes de comenzar con la campaña para regular de los resultados.

### Coste por Clic
Esta modalidad de publicidad consiste básicamente en que los anunciantes no pagan por aparecer (lanzar una impresión publicitaria), sino que pagan por cada clic que obtienen en cada uno de los anuncios. Por lo tanto, si, aunque tu anuncio aparezca, no consigues con él ninguna visita a tu web, no tendrás coste alguno. A este modelo de compra de publicidad en línea se le denomina CPC (Coste por clic).

### Coste por Impresión
En las campañas a CPM (coste por mil impresiones) se paga un precio fijo por cada mil veces que se visualice el anuncio. De este modo, a diferencia de la publicidad a coste fijo, te aseguras de pagar solo por el número de personas que vean tu publicidad. No obstante, tiene el inconveniente de que si tu anuncio no consigue clics (hay muchos motivos: la creatividad no es atractiva, el banner aparece en una mala posición, el soporte o sitio en el que se lanza no contiene a tu público objetivo, etc…) pagarás igualmente.